# 町田三郎
町田 三郎（まちだ さぶろう、1932年1月31日-2018年3月18日）は、日本の中国哲学研究者。九州大学名誉教授。

## 略歴
1932年、群馬県前橋市生まれ。1950年に東北大学文学部に入学して中国哲学を専攻した。1954年に卒業し、同大学大学院に進んだ。1960年、博士課程を単位取得退学。
卒業後は、同1960年4月より東北大学川内分校助手に採用された。1962年に講師昇格。1963年より文学部助手、1964年より教養部講師、1966年に同助教授に昇格。1974年に九州大学文学部助教授となり、中国哲学講座を担当した。1981年に教授昇格。1982年に文学博士の学位を取得。1996年に九州大学を定年退官し、名誉教授となった。その後は純心女子短期大学教授として2006年まで教鞭をとった。
学界では、日本道教学会に所属した。

## 受賞・栄典
- 2018年：従四位瑞宝中綬章受章[5]。

## 著作
著書
- 『秦漢思想史の研究』創文社 東洋学叢書 1985
- 『江戸の漢学者たち』研文出版 1998
- 『明治の漢学者たち』研文出版 1998
- 『中国古代の思想家たち』研文出版 2002
- 『明治の青春 続 明治の漢学者たち』研文出版 2009

訳注
- 『世界の名著 10　孫子 韓非子[6]』中央公論社 1966、新版・中公バックス
  - 『孫子』中公文庫 1974、改版2001
  - 新書版『孫子』中公クラシックス 2011
  - 新訂版『孫子・呉子』中公文庫 2018 - 後者は尾崎秀樹訳、電子書籍も刊
- 『荀子　全釈漢文大系 7・8』金谷治・佐川修共訳著 集英社 1974 - 下巻を担当
- 『呂氏春秋』呂不韋 講談社・中国の古典 1987
  - 講談社学術文庫 2005 - 編訳、電子書籍も刊
- 『韓非子』上下 中公文庫 1992、再版2002
- 『松崎慊堂・安井息軒』[7]〈叢書・日本の思想家〉明徳出版社 2016

## 参考
- 有馬卓也「町田三郎先生の思い出」『中国哲学論集』第44巻、九州大学中国哲学研究会、2018年12月、61-77頁、CRID 1390572174718353408、doi:10.15017/2230701、hdl:2324/2230701、ISSN 03856224。